# Wiślanie

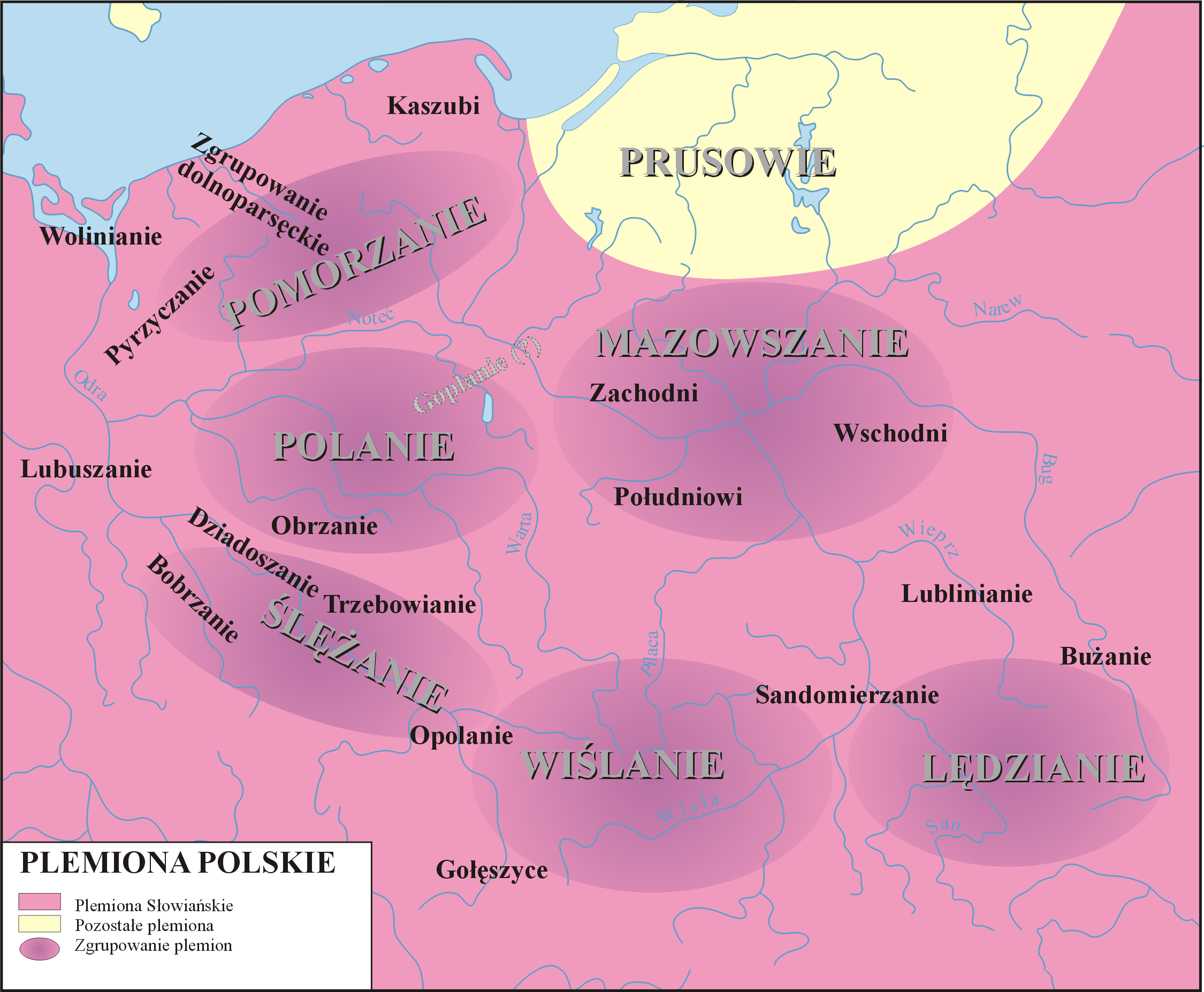
Plemiona polskie

Wiślanie – plemię zachodniosłowiańskie z grupy plemion lechickich zamieszkujące we wczesnym średniowieczu tereny w dorzeczu górnej Wisły.

## Historia od VI do IX wieku
Nie sposób określić, kiedy przyjęła się nazwa Wiślanie dla wspólnoty osadniczej w dorzeczu górnej Wisły.
Konstantyn VII Porfirogeneta wymienia w dziele De administrando imperio Białą Chorwację jako miejsce skąd w VII wieku 7 plemion chorwackich miało wyruszyć na Bałkany (na terytorium dzisiejszej Chorwacji) na zaproszenie cesarza bizantyńskiego Herakliusza, by bronić granic cesarstwa. Według Konstantyna część plemion pozostała w swojej starej ojczyźnie.
Historycy wiodą spór co do umiejscowienia wymienionej przez Konstantyna Białej Chorwacji, nawet negując jej istnienie. Kwestia pochodzenia Wiślan od sarmackich, zeslawizowanych Chorwatów, którzy mieli napłynąć ze wschodu Europy w swojej wędrówce na zachód i południe, pozostaje wciąż nierozstrzygnięta. Również nie ma pewności, że opisywana Biała Chorwacja (Chrobatia) leżała na terytorium Wiślan, chociaż prawdopodobne jest, że to właśnie Biali Chorwaci kryją się pod nazwą Wiślan w dziele Geografa Bawarskiego (ok. 845). Z kolei Alfred Wielki (po 890) lokuje ziemie Chorwatów (Horithi) na północ od Wielkich Moraw.
Kraj Wiślan nie wyróżniał się szczególnym zaludnieniem na tle innych ziem polskich. Prawdopodobnie aż do połowy VIII wieku miejscowa ludność nie budowała grodów, co mogło wynikać z częstego przemieszczania się.

## Terytorium i sąsiedzi w IX wieku
Obszar zamieszkany przez plemię Wiślan w IX wieku obejmował zapewne część ziem obecnej Małopolski zachodniej opierając się na północnym wschodzie o puszczę rytwiańską i szydłowską, być może sięgając źródeł Warty i Pilicy, a na południu o Karpaty. Na wschodzie prawdopodobnie obejmował dorzecze Dunajca, a na zachodzie dorzecze Skawy. Źródło Wisły mogło już leżeć na ziemi Golęszyców, którzy sąsiadowali z Wiślanami od południowego zachodu. Pozostali sąsiedzi to: Opolanie (północny zachód), hipotetyczne plemię zamieszkujące ziemię sandomierską (północny wschód), Lędzianie (wschód). Nie jest jasne, jakie plemiona żyły na północ od Wiślan, na obszarze dzisiejszego województwa świętokrzyskiego.
Z tezami tymi polemizuje Przemysław Urbańczyk, który kwestionuje wiarygodność istnienia plemion Wiślan (a także Polan). Zdaniem prof. Buko autor ten jednak zapomina o wymowie źródeł archeologicznych. Charakterystyczną cechą kultury materialnej na ziemi krakowskiej w tym okresie jest tzw. ceramika biała. Charakterystyczne jest także to, że na ziemi sandomierskiej nie występują „wielkie grody” charakterystyczne dla ziemi krakowskiej i wiślańskiej oraz wspomniana „biała ceramika”.

## Grody Wiślan

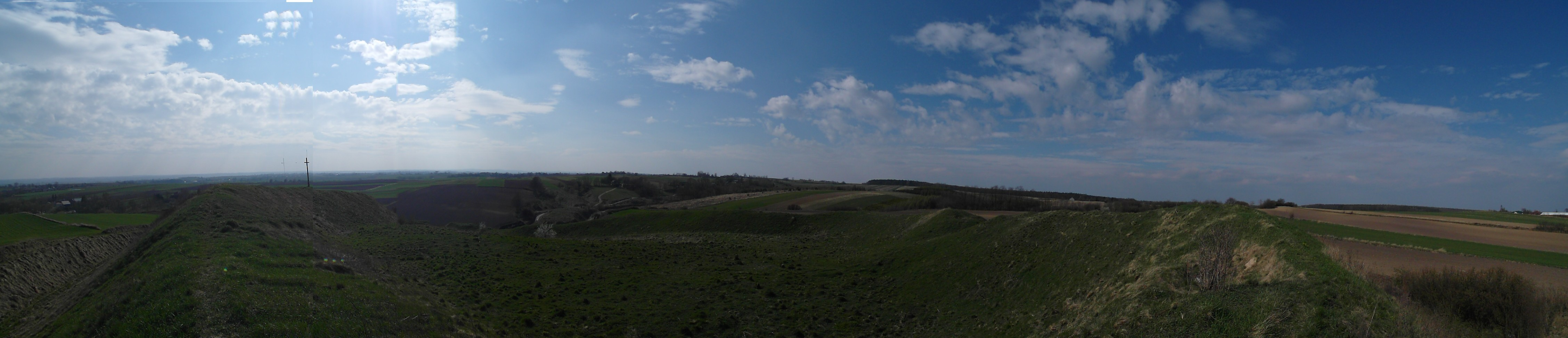
Jeden z największych grodów Wiślan z IX wieku w Stradowie

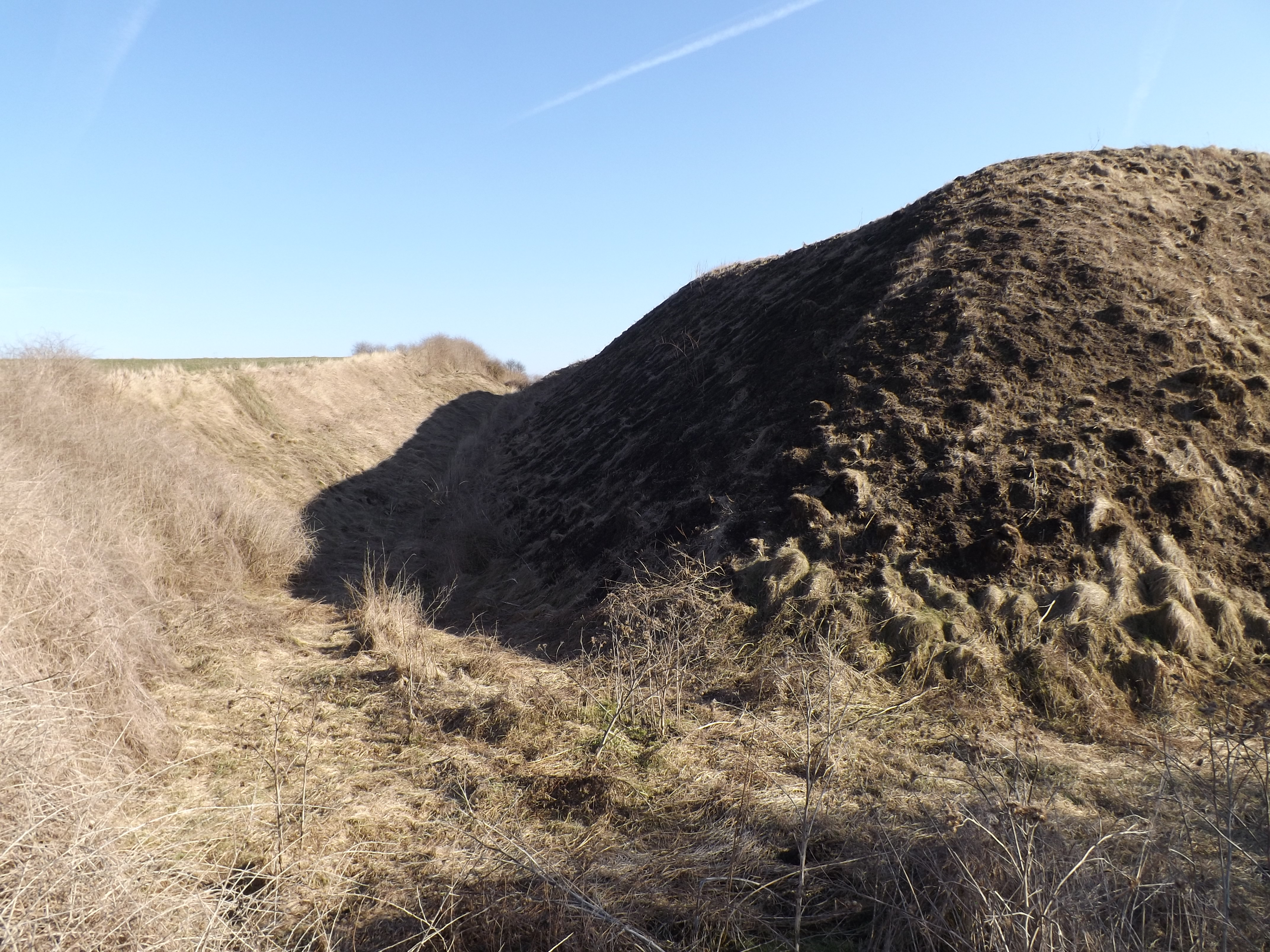
Wał i sucha fosa grodziska w Stradowie

Cechą charakterystyczną grodów małopolskich w okresie plemiennym była ich niewielka liczba i ogromne rozmiary, często przekraczające 10 hektarów. Koncentrowały się głównie na linii Podkarpacia, najczęściej wyżynnie, na stokach wzgórz. Dominował typ pierścieniowaty z wałem o konstrukcji skrzyniowej. Wielkie grody Wiślan znajdowały się m.in. w Krakowie, Stradowie, Demblinie, Naszacowicach, Podegrodziu (Grobla i Zamczysko), Stawach, Będzinie, Zawadzie Lanckorońskiej, Trzcinicy nad Ropą, na Bocheńcu i w Wiślicy. Największymi rozmiarami wyróżnia się grodzisko w Stradowie, zajmujące 25 hektarów, ale zapewne gród ten nigdy nie istniał w tej formie, gdyż część fortyfikacji powstała już w czasach piastowskich, gdy zniszczeniu uległ gród z epoki plemiennej.
Podobne do krakowskich wielkie grody pojawiają się także na ziemi lubelskiej, są to m.in. mające 7 ha Chodlik i Busówno.
Badania archeologiczne wykazały niewielki stopień zabudowy (lub zupełny jej brak) wielu z tych grodów, co wskazuje, że pełnić mogły funkcję refugialną, tzn. służyły za schronienie okolicznej ludności i ich dobytku w czasie wojny. Niemniej, nie można wykluczać, że niektóre z nich były ośrodkami administracyjnymi i wojskowymi.
Przypuszcza się, że głównym grodem Wiślan był Kraków. Wskazują na to rozmiary i stopień zabudowy wzgórza wawelskiego, monumentalne kopce Kraka i Wandy, późniejsze znaczenie tego ośrodka. Odkryty u podnóża Wawelu skarb grzywien siekieropodobnych bywa interpretowany jako dowód rozwiniętego fiskalizmu, a pojedyncze znaleziska dowodzą m.in. kontaktów ze strefą kulturową Madziarów.

## Wielkie kopce krakowskie

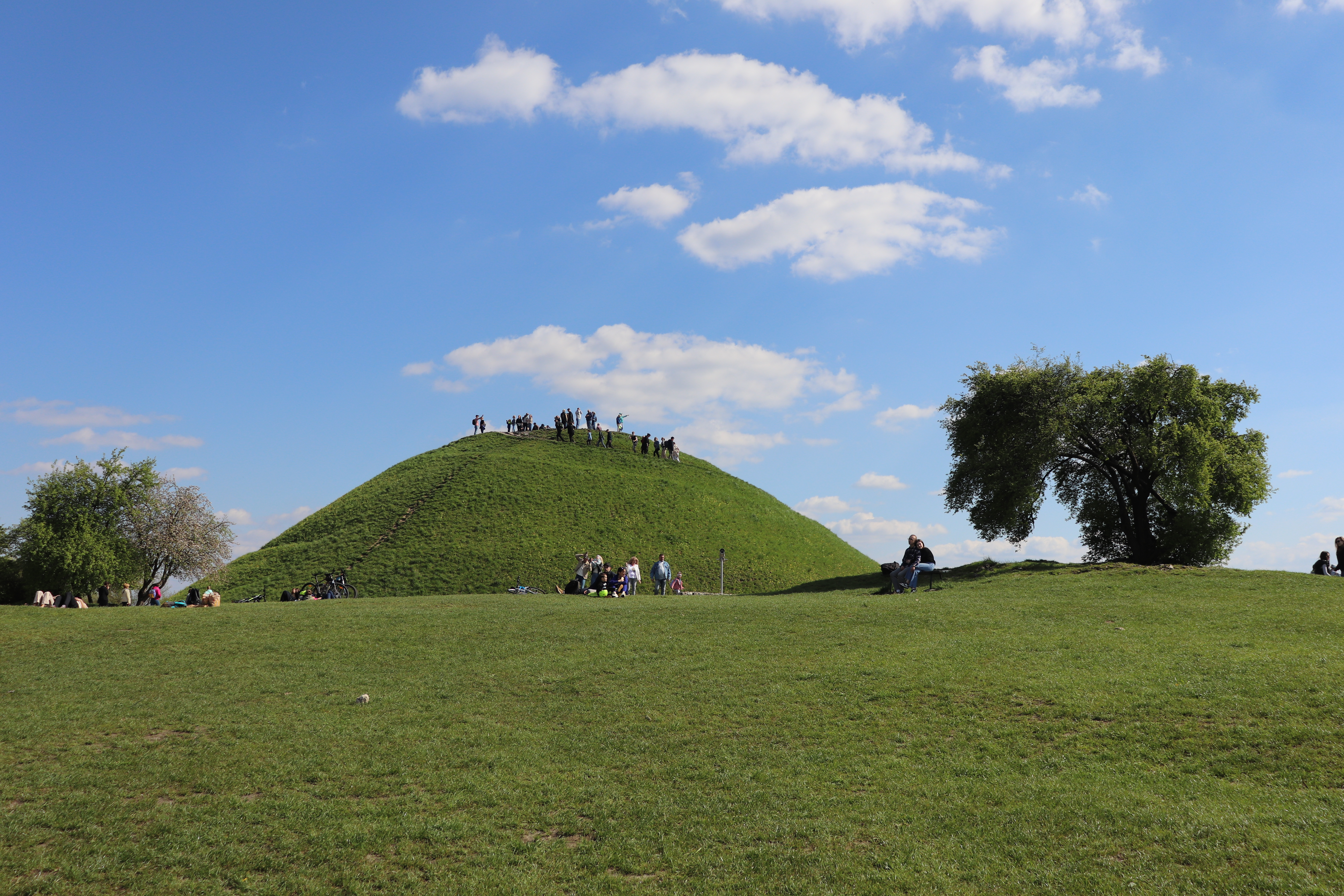
Kopiec Krakusa

Cechą szczególną Małopolski na tle reszty ziem polskich są także wielkie kopce, o średnicy dochodzącej nawet do 50 metrów, które znajdują się m.in. w Krakowie, Krakuszowicach, Przemyślu i Sandomierzu. Z terenu Krakowa znane są trzy wielkie kopce – Krakusa, Wandy i nieistniejący już kopiec Esterki. Jedynym przebadanym przez archeologów jest kopiec Krakusa, usypany zapewne w VIII wieku. Wiele wskazuje na to, że celem jego powstania był pochówek nakurhanowy.
Istnieje wiele domysłów, kto został pochowany na szczytach tych konstrukcji. Wymienia się m.in. Awarów i wikingów. Najbardziej prawdopodobna wydaje się hipoteza, że kopce krakowskie są pozostałością po pochówkach miejscowych władców, co wskazywałoby na Kraków jako ważne centrum władzy w Małopolsce i utwierdzało w przekonaniu, że gród ten był stolicą Wiślan.

## Wiślanie w źródłach z epoki

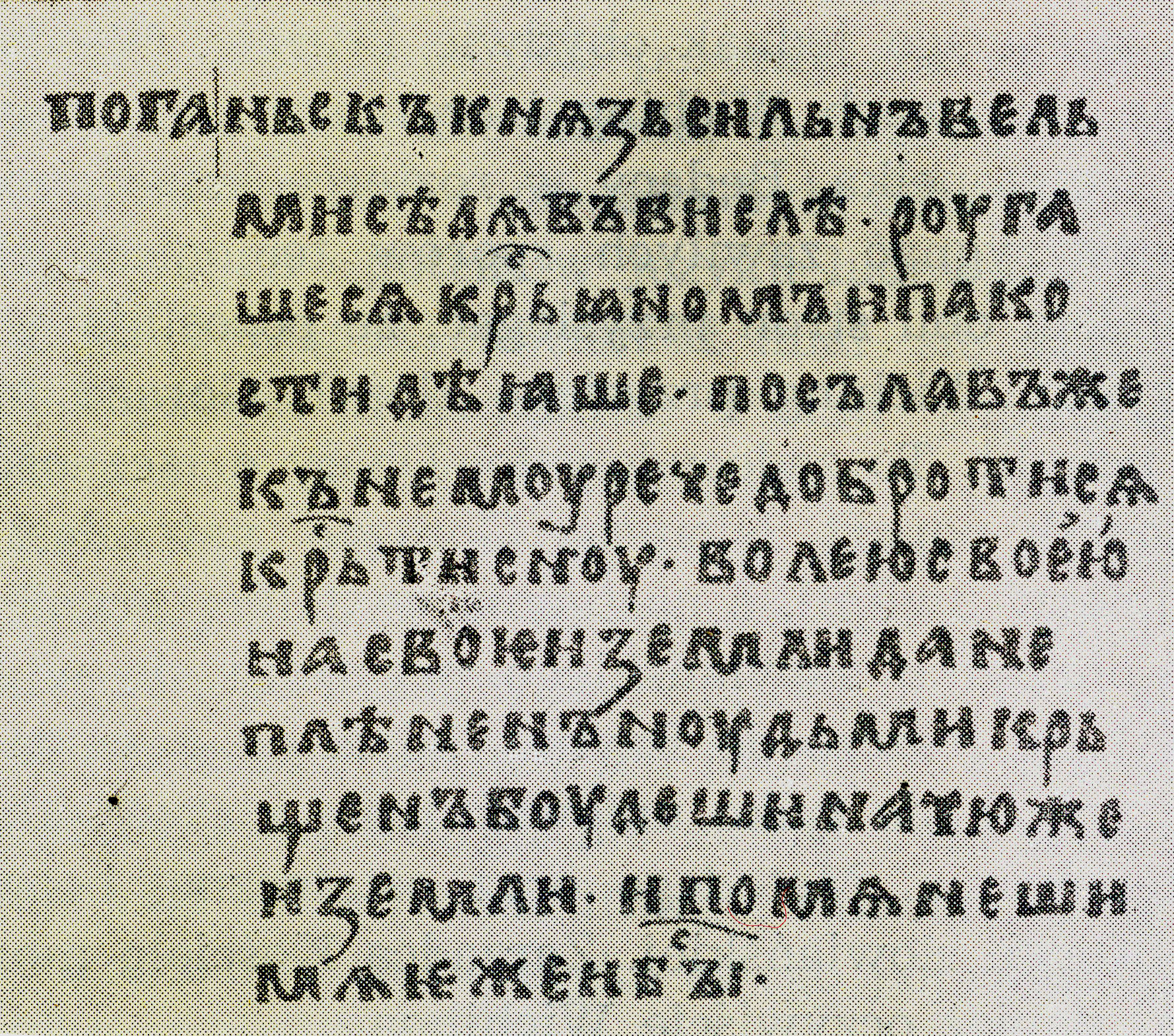
Fragment Żywota św. Metodego, rękopis Soboru Uspieńskiego z XII w., dotyczący „Księcia pogańskiego, bardzo silnego, siedzącego ... v-Vislě” (Поганьскъ князь сильнъ вельми сѣдя въ Вислѣ, w najstarszych odpisach choć uważanych za „gorsze” – wersja v-Vislěch/въ вислѣхъ)

Istnieją trzy lub cztery przekazy źródłowe, które łączy się z plemieniem Wiślan. Najsłynniejszym z nich jest informacja z Żywota świętego Metodego (zwanego też Legendą Panońską) o przepowiedni, której autorem miał być Metody:

Był zaś w nim [Metodym] także dar proroczy, tak że spełniało się wiele przepowiedni jego, z których jedną lub dwie opowiemy. Książę pogański, silny bardzo, siedzący w Wiślech (въ Вислѣхъ) [lub: w Wiśle (въ Вислѣ)], urągał wielce chrześcijanom i krzywdy im wyrządzał. Posławszy zaś do niego [kazał mu] powiedzieć [Metody]: Dobrze będzie dla ciebie synu ochrzcić się z własnej woli na swojej ziemi, abyś nie był przymusem ochrzczony na ziemi cudzej, i będziesz mnie [wtedy] wspominał. I tak też się stało.

Drugim źródłem, które zdaje się potwierdzać istnienie Wiślan jest tzw. Geograf Bawarski, którego autor wymienia plemię Vuislane (Uuislane), bez podania liczby grodów (łac. civitates):

...
(41) Ruzzi.
(42) Forsderen.
(43) Liudi.
(44) Fresiti.
(45) Serauici.
(46) Lucolane.
(47) Ungare.
(48) Uuislane.
(49) Sleenzane civitates XV.
(50) Lunsizi civitates XXX.
(51) Dadosesani civitates XX.
(52) Milzane civitates XXX.
(53) Besunzane civitates II.
(54) Uerizane civitates X.
(55) Fraganeo civitates XL.
(56) Lupiglaa civitates XXX.
(57) Opolini civitates XX.
(58) Golensizi civitates V.

Trzecie źródło to powstała w IX wieku Germania króla angielskiego Alfreda Wielkiego, będąca przeróbką dzieła Orozjusza z V wieku. Zawiera ona wiadomość o Wisle lond (Wisle land), leżącym na wschód od Moraw i graniczącym z Dacją:

A na wschód od Moraw jest kraj Wiślan [Wisle land], a na wschód stamtąd Dacja, gdzie wcześniej byli Gotowie.

Według historyka Tadeusza Lewickiego najstarszą źródłową wzmiankę o Wiślanach można znaleźć w anglosaskim poemacie Widsith (Wędrowiec lub Podróże śpiewaka), który wspomina o walkach między Hrædami a „ludźmi Attyli” toczonych w pobliżu Wistla-wudu, czyli „lasów nadwiślańskich” (wg Lewickiego „koło puszczy Wiślan”). Historyczną wartość tej wzmianki odrzucał Gerard Labuda.
Bardzo często walka tam nie ustawała,
kiedy wojska Hraede’ów swymi silnymi mieczami
koło puszczy Wiślan [Wistla-wudu] broniły
ojczystej siedziby przeciwko ludziom Attyli.
Tekst o księciu siedzącym w Wiślech w Żywocie świętego Metodego stał się powodem sformułowania hipotez o podboju państwa Wiślan przez Morawy, chrystianizacji Wiślan w obrządku wschodnim i stolicy ich państwa w Wiślicy, ale ostatnią z tych tez obaliły wykopaliska archeologiczne, a pozostałych dotychczasowe badania archeologiczne nie zdołały potwierdzić.

## Historia polityczna
Praktycznie nic nie wiadomo o historii Wiślan do drugiej połowy IX wieku. Dopiero Żywot świętego Metodego zawiera opis wydarzeń, które tradycyjnie w historiografii wiąże się z tym plemieniem. Według autora Żywota... potężny książę „wyrządzał krzywdy” chrześcijanom. Mogło się to objawiać w wyprawach łupieskich na terytorium Wielkich Moraw, a może tylko w prześladowaniu misji chrześcijańskich. Zgodnie z groźbą świętego Metodego (który mógł pełnić w tym konflikcie rolę dyplomaty władcy Państwa Wielkomorawskiego) został jednak pochwycony i zmuszony do przyjęcia chrztu. Wydarzenia te musiały mieć miejsce podczas drugiego pobytu Metodego na Morawach, w latach 873–885, a księciem, który zwyciężył władcę Wiślan był Świętopełk I morawski.
Żywot Metodego nie zawiera żadnych informacji o włączeniu ziem Wiślan do Rzeszy Wielkomorawskiej, jednak teoria taka kiedyś cieszyła się dużą popularnością. Zdaniem niektórych badaczy podparciem tej hipotezy jest odkrycie śladów zniszczenia w wyniku najazdów w końcu IX wieku parunastu grodów w południowej Małopolsce. Jednak nie sposób na razie udowodnić, że są to pozostałości akcji podboju kraju Wiślan przez Świętopełka, a nie np. walk Wiślan z Gołęszycami.
Nie ma dowodów na przyłączenie kraju Wiślan do Wielkich Moraw, ale okres do początku X wieku mógł być dla Wiślan okresem wpływów wielkomorawskich, jeśli nawet nie kulturowych (archeologia potwierdziła jedynie występowanie wielkomorawskiego płacidła – grzywien siekieropodobnych), to politycznych. Nie można wykluczyć, że książę Wiślan był wasalem Świętopełka. Sytuacja polityczna w tej części Europy zmieniła się radykalnie w pierwszych latach X wieku, po opanowaniu Panonii przez koczowniczych Madziarów i upadku, w wyniku ich najazdów i kryzysu po śmierci Świętopełka, Państwa Wielkomorawskiego.
Wszelka (hipotetyczna) zależność Wiślan od potężnego sąsiada skończyła się wraz z jego upadkiem. Konsolidację „państwa” w następnych latach musiało jednak utrudniać sąsiedztwo Węgrów, którzy pojawili się na ziemi Lędzian i zapewne podporządkowali sobie przynajmniej część tego plemienia (podbitego następnie ok. 930–940 przez Ruś Kijowską). Nie wiadomo jak często Węgrzy najeżdżali terytorium Wiślan, ale pojedyncze znaleziska i fakt powstania nowych linii wałów wokół części małopolskich grodów w początku X wieku wskazuje na to, że takie najazdy mogły mieć miejsce.
W historiografii polskiej utarło się, że Wiślanie byli jednym z dwóch silnych plemion polskich, zdolnych dokonać zjednoczenia polskich ziem, ale splot różnych okoliczności sprawił, że osiągnięcie to stało się udziałem Polan. W rzeczywistości niewiele wiadomo o sile i możliwościach Wiślan w okresie przedpaństwowym, ale najczęściej uznaje się, że osiągnęli znaczne sukcesy w budowie struktur plemiennych.
W roku 955 król niemiecki Otton I zadał Węgrom klęskę w wielkiej bitwie nad rzeką Lech. Być może po tym wydarzeniu, a może parę lat wcześniej, państwo Wiślan zostało przyłączone przez księcia Bolesława I Okrutnego do Czech. Okres przynależności do Czech zaowocował korzystnym rozwojem gospodarczym Krakowa, który stanowił ważny punkt na szlaku handlowym Praga-Kijów. Stolicę Wiślan wymienił, jak uważają niektórzy uczeni, w swojej relacji Ibrahim ibn Jakub, a fragmenty tej relacji wykorzystał w Księdze dróg i krajów Abu Abdullah al-Bakri:
Co się tyczy kraju Bolesława, to jego długość od miasta Faraga [Praga] do miasta [trkw] (bywa to odczytywane jako Krakwa bądź Karako, czyli Kraków, ale pewności nie mamy) [wymaga] podróży trzech tygodni. Miasto Faraga [jest] najzasobniejsze z kraju w towary. Przybywają do niego z miasta trkw [Kraków?] Rusowie i Słowianie z towarami.
Do dziś kwestiami zagadkowymi pozostają czas i sposób przejęcia ziemi Wiślan przez Piastów. Badania archeologiczne nie doprowadziły do odkrycia żadnych śladów ewentualnej wojny o te terytoria – cała sieć wiślańskich grodów pozostała nietknięta. Według jednej z hipotez Bolesław Chrobry miał sprawować władzę nad krajem Wiślan z nadania swego dziadka Bolesława Okrutnego. Po śmierci ojca w 992 pokonał on swoich braci i odebrał im ich terytoria jednocząc tym samym Małopolskę z resztą państwa Piastów. Inna hipoteza mówi, że ziemię Wiślan przyłączył jeszcze Mieszko I, ale we współpracy z synem i miejscową elitą władzy.
Kluczem do sprawy przynależności kraju Wiślan w 992 do państwa Mieszka I, może być zasada traktowania wymienionych terytoriów granicznych w Dagome iudex:

(…) longum mare, fine Bruzze usque in locum, qui dicitur Russe et fines Russe extendente usque in Craccoa et ab ipsa Craccoa usque ad flumen Oddere recte in locum, qui dicitur Alemure, et ab ipsa Alemura usque in terram Milze recte intra Oddere et exinde ducente iuxta flumen Oddera usque in predictam civitatem Schinesghe.

Większość uczonych traktuje wszystkie krainy jako leżące poza państwem Mieszka I (vide Brygida Kürbis, Henryk Łowmiański, Gerard Labuda, etc.). Zatem Kraków, podobnie jak Morawy, czy Milsko, leżał poza granicami, a więc nie był częścią civitas Schinesghe pod koniec panowania Mieszka I. Dopiero Thietmar w relacji z fundacji arcybiskupstwa gnieźnieńskiego (999) potwierdza w pełni przynależność Krakowa do Polski. Natomiast przynależność kraju Wiślan do Czech w X w. potwierdzają liczne źródła, jak al-Masudi, Ibrahim ibn Jakub czy dokument praski z 1086 r., a także Dagome iudex. Ostatecznie dopiero akcja Chrobrego pod sam koniec X w. zmieniła istniejący stan rzeczy, w bezsporny sposób łącząc Kraków z państwem piastowskim.
Pod rokiem 999 w Kronice Czechów Kosmasa z Pragi jest napisane:

Albowiem polski książę Mieszko, nad którego nie było podstępniejszego człowieka, wnet zabrał podstępem miasto Kraków, zabiwszy mieczem wszystkich Czechów, których tam znalazł.

Zdaje się tym potwierdzać okupacyjny charakter władzy czeskiej na tym terenie, z garnizonem wojskowym w grodzie:
Jak dotąd nieznany jest żaden przedstawiciel plemienia Wiślan. Część badaczy podejrzewa, że księciem wiślańskim znanym z Żywota Metodego był Wysz, ojciec Michała, który od 910 roku rządził Zahumlem. Jednak przeważa teoria, że Wysz pochodził z plemienia Lędzian. Jeszcze innym domniemanym księciem Wiślan jest Dobromir, ojciec trzeciej żony Bolesława Chrobrego – Emnildy. Ten z kolei najczęściej identyfikowany jest jednak z plemieniem Milczan.

## Legenda
Historycy od dawna poszukują ziarna prawdy w legendach, należących do tzw. cyklu legend krakowskich. Część badaczy uważa, że podanie o Smoku wawelskim jest echem obecności Awarów w Krakowie w VII wieku. Niektórzy sugerują, że bydło, które w kronice Wincentego Kadłubka miejscowa ludność oddawała smokowi na pożarcie to narzaz – podatek w rogaciźnie płacony Awarom. Są także zwolennicy teorii, że fragment o wojnie z Aleksandrem Wielkim w tejże kronice jest w rzeczywistości wspomnieniem walk Wiślan ze Świętopełkiem:
Gdy więc niezliczone wojska nieprzyjaciół zewsząd wdarły się do Polski, on sam, zmusiwszy wpierw Panończyków do uległości, wkracza jak przez tylne drzwi przez Morawy, rozwija skrzydła wojsk i podbiwszy zwycięsko ziemię krakowską i śląską, z ziemią zrównuje wiekotrwałe mury...
Według mistrza Wincentego założycielem Krakowa był Grakchus, który najczęściej występuje w kronikach pod imieniem Kraka. W istocie wielu badaczy uważa, że nazwa Krakowa pochodzi od człowieka o imieniu Krak. Według Jana Długosza miejscowa ludność usypała Krakowi kopiec. Nie sposób pominąć wątku celtyckiego. W IV wieku p.n.e. Celtowie dotarli także na ziemie Górnego Śląska i Małopolski. Nazwa Kraków wydaje się być pochodzenia celtyckiego – cracos, w języku galijskim „skała”, odpowiada staroirlandzkiemu caracos.

## Religia i miejsca kultu

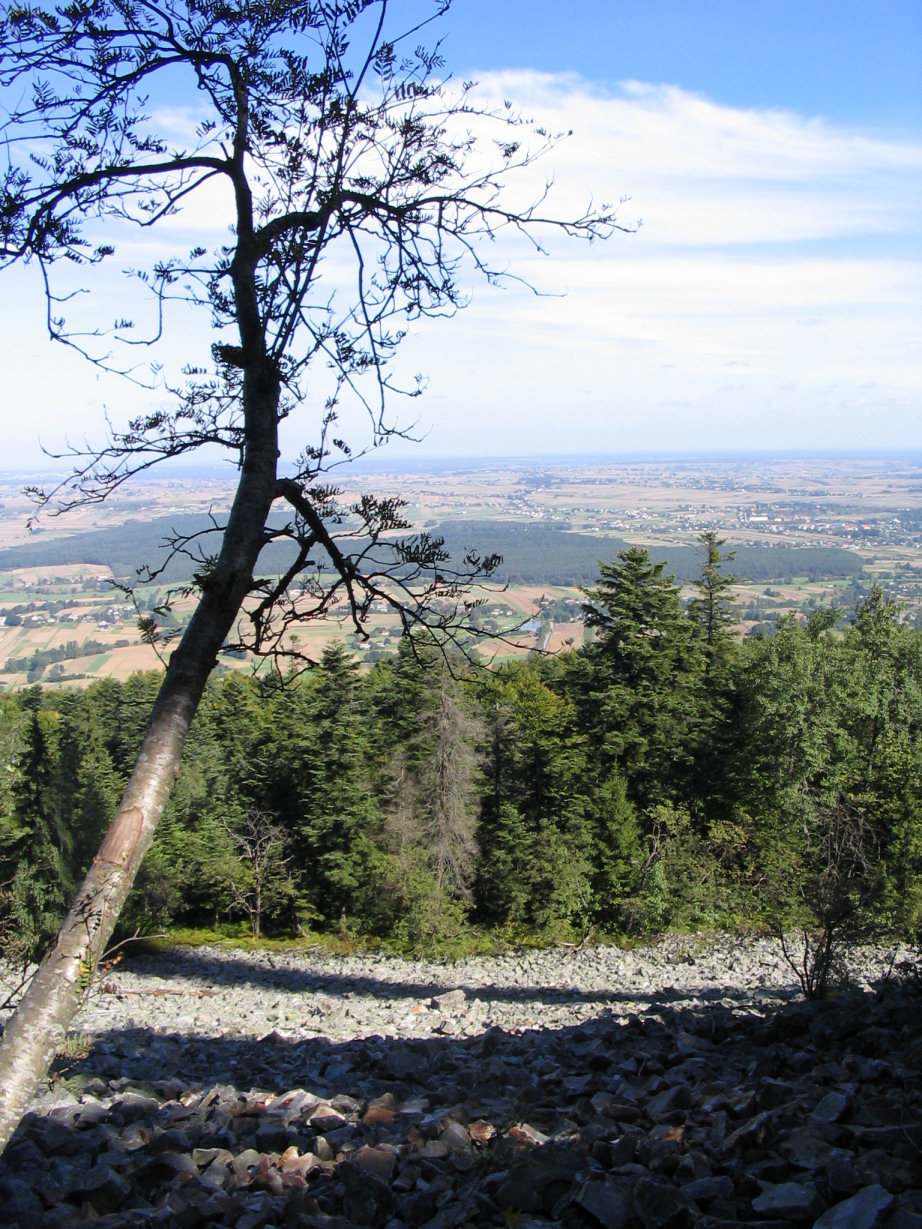
Widok z Łysej Góry

W okresie plemiennym Wiślanie – jak wszystkie plemiona polskie – oddawali kult bogom słowiańskim. Nie wiadomo nic o specyfice wierzeń Wiślan i ich ośrodkach kultu (liczne we wschodniej Małopolsce Żmigrody mogą wskazywać na znaczenie kultu Żmija w tej części kraju, ale jest to domysł oparty na słabych przesłankach).
Blisko domniemanych granic wspólnoty osadniczej Wiślan leży Łysa Góra i hipotetyczne miejsce kultu w Wapiennicy (zapewne na ziemi Gołęszyców), ale nie sposób ustalić zasięgu ich promieniowania. Być może miejscami kultu Wiślan były wielkie kopce krakowskie.
Przedmiotem żywej dyskusji wśród mediewistów jest od lat zagadnienie chrystianizacji Wiślan. Popularna kiedyś teoria o objęciu Wiślan misją Metodego, a więc początkach chrystianizacji w obrządku słowiańskim w końcu IX wieku jest dziś powszechnie krytykowana i nie doczekała się żadnego potwierdzenia w badaniach archeologicznych. Nawet gdyby Świętopełk podbił Wiślan to krótki czas trwania misji Metodego na Morawach i trudności jakie tam napotkała zapewne uniemożliwiłyby przeniesienie jej na peryferie państwa.
Chrystianizacja Wiślan rozpoczęła się więc w okresie rządów czeskich. Prawdopodobnie w tym czasie powstała przynajmniej jedna budowla sakralna na wzgórzu wawelskim (tzw. rotunda A), a możliwe że także kilka innych (rotunda B, rotunda C, tzw. budowla czworokątna). W roku 1000 dawna stolica państwa Wiślan stała się siedzibą biskupstwa.

## Pochodzenie i losy nazwy Wiślanie
W dawnej polszczyźnie słowem Wisły określano wartko płynące rzeki w swym górnym biegu lub wręcz wody spadające z wodospadów. Tak się składa, że kraina Wiślan jest poprzecinana takimi spływającym z pobliskich Karpat ciekami wodnymi. Określenie z Legendy panońskiej mówiące o księciu siedzącym w Wiślech oznaczało nie nazwę miasta (np. Wiślica), ale nazwę kraju. Cały obszar od Gór Świętokrzyskich do Karpat nazywano Wisłami. Określenie w Wiślech jest analogiczne do określenia na Morawach (nazwa kraju od rzeki Morawy).
Nazwa ta obecna w IX wieku jednak dosyć nagle i zagadkowo znika pod koniec tego stulecia, a w wieku X już nie funkcjonuje.
Jest rzeczą charakterystyczną, że pojawia się wówczas nowa nazwa kraju Kraków i plemienia Krakowianie-Krakowiany. Nazwa Krakowian pojawia się w kronice Josippon z X stulecia.
Nazwa Kraków oznaczała nie tylko gród, ale cały kraj od Karpat do Pilicy i Nidy.